# Gnade (Theologie)
Das Wort Gnade (hebräisch חֵן – ḥen, חֶסֶד – ḥesed, griechisch χάρις, cháris, lateinisch gratia) ist ein spezifisch christlicher Begriff, der eine Zusammenfassung dessen ist, was Worte wie Heil, Liebe und Freundschaft im Zusammenhang mit dem Erlösungsgeschehen in Jesus Christus beschreiben. Eng verwandte theologische Begriffe sind Heil, Barmherzigkeit, Güte und Gerechtigkeit Gottes. In dem Begriff vereinen sich verschiedene Bedeutungen, denn die hebräischen und griechischen Begriffe können mit den deutschen Wörtern Gefälligkeit, Gnade, Geschenk und Gabe übersetzt werden, aber auch mit Wohlwollen, Zuwendung oder Gunst, die dem Menschen von Gott ohne Vorbedingung entgegengebracht wird. Da es für dieses Verhalten keine Verpflichtung gibt, ist jeder Gnadenerweis per se ein unverdientes Gnadengeschenk.
Im Christentum ist Gnade eine der Grundeigenschaften Gottes. Die Gnade, die Gott dem Gläubigen bzw. der gesamten Menschheit ohne Vorbedingung schenkt, bildet den Kern der christlichen Botschaft. Als Zentralbegriff der christlich-biblischen Gotteserkenntnis beschreibt Gnade ein Beziehungsgeschehen zwischen Gott und den Menschen. Die theologische Rede über Gnade ist immer mit den Fragen nach menschlicher Natur, Sünde, Leiden und freiem Willen verknüpft.

## Judentum und Christentum

### Biblische Grundlegung

#### Hebräische Bibel und Altes Testament
Die in der Hebräischen Bibel beziehungsweise Alten Testament (AT) in vielfachen Zusammenhängen vorkommenden hebräischen Wörter חֵן (ḥen –Gunst, Gnade, Zuneigung, Freundlichkeit; Anmut, Schönheit) und חֶסֶד (ḥesed – Güte, Liebe, Freundlichkeit, Wohlwollen, Barmherzigkeit, Gunst) werden in deutschen Bibelausgaben meist mit Gnade, Güte oder auch Huld übersetzt. In der Redewendung „Gnade in jemandes Augen finden“ nimmt Gnade die Bedeutung „Gefallen“ an, beispielsweise in Gen 18,3 . Andere Begriffe sind: Gerechtigkeit, Erbarmen, Treue.
In der Sprache des Gebets wird das Verb חנן (ḥanan) oft – sowohl im Qal („gnädig sein“) als auch im Hitpael („um Erbarmen flehen“) – häufig gebraucht, wenn von Gott gnädige Zuwendung erwartet wird. Besonders häufig ist die Bitte „Sei mir gnädig!“, vor allem in der Gebetseinleitung (Ps 4,2 ; 6,3 ; 9,14 ; 26,11 ; 30,11 ; 56,2 ; 86,3 ; 119,29+58+132 ). Auch im aaronitischen Segen ist das Verb mit Gottes Zuwendung seines Angesichts verbunden (Num 6,25 ). Das fast ausschließlich auf JHWH bezogene Adjektiv חַנּ֑וּן (ḥannun – „barmherzig, gnädig“) bildet oft in Verbindung mit רַח֖וּם (raḥum – „barmherzig“) (vor-, seltener nachgestellt) eine liturgische Formel: Jahwe ist „gnädig und barmherzig, geduldig und reich an Güte (חֶ֥סֶד – ḥesed)“. Sie kommt zuerst in Ex 34,6  vor, außerdem in Joel 2,13 ; Jona 4,2 ; Ps 86,15 ; 103,8 ; 111,4 ; 116,5 ; 145,8 ; Neh 9,17+31 ; 2 Chr 30,9 .
Noch bedeutender für die Vorstellung der Gnade im AT ist die Wurzel חֶסֶד (ḥesed) mit knapp 250 Vorkommen. Sie kann ein gnädiges Handeln Gottes, aber auch von Menschen bezeichnen, das oft auf einen Bittruf reagiert. Umstritten ist, ob es ursprünglich ein Rechts- oder Vertragsverhältnis bezeichnete oder ausschließlich der Liebe und Güte des Gebenden entspringt. Im Gedanken des Bundes verbindet sich beides: Gott stiftet gnadenhalber eine Bundesbeziehung mit Menschen, aus dem für beide Seiten eine Verpflichtung zu Loyalität und Treue folgt.

#### Neues Testament
Der entsprechende Zentralbegriff im Neuen Testament (NT) ist das griechische Wort χάρις (cháris). Dieses griechische Wort hat allerdings ein viel weiteres Bedeutungsspektrum: Anmut und Lieblichkeit, aber auch Gunst, Huld, Wohlwollen und gnädige Fürsorge sowie der Erweis dieser Gunst und Fürsorge: Gnadentat, Gnadengabe; schließlich auch: Dank. Gaben der Wohltäter sind Taten der cháris.
Die weitaus meisten Vorkommen des Begriffs im NT entfallen auf die Briefe des Apostels Paulus, der seine Berufung und sein Apostolat als Gnadengabe Gottes interpretiert (Gal 1,15 ; 1. Korinther 15,10 ; Römer 12,3 ; Römer 15,15 ) und als Beispiel der Gnadengaben sieht, die den Gläubigen von Gott verliehen werden (Charismen; Römer 12,6 ). Seinen spezifischen Ausdruck fand das paulinische Gnadenverständnis in der vor allem im Römerbrief ausgearbeiteten Rechtfertigungslehre, die später von Martin Luther unter der Verwendung der Formel sola gratia wieder aufgenommen wurde. Dabei kontrastiert Paulus die Gerechtigkeit aufgrund des Glaubens an Christus mit der Gerechtigkeit aufgrund von Werken unter den Gesetzen (Römer 3,23–24 ). Die Begrifflichkeit der Gnade basiert zwar auf den alttestamentlichen Begriffen für Gnade, allerdings ist die Orientierung dieser Begrifflichkeit am Individuum neuartig gegenüber der Verwendung in alttestamentlichen Texten, die immer das Volk Gottes als Ganzes in den Blick nehmen.

### Alte Kirche

#### Der Osten
Im griechischsprachigen Osten wurde die Lehre von der Gnade im Zusammenhang mit Stichworten wie Wiedergeburt, Erleuchtung, Geistmitteilung und Aufnahme in die Gotteskindschaft, Schau Gottes und Vergottung entfaltet. Eine „synergistische“ Sichtweise herrschte vor (zusammenwirkend), die das Heil durch ein Miteinander von menschlicher und göttlicher Aktivität bedingt sah, in der jedoch Gottes Handeln den entscheidenden ersten Schritt darstellt. Neben der Erlösung und der Umwandlung des Menschen durch Gott wurde oft auch die Befähigung zu einem gerechten Leben als Gabe der Gnade gesehen, so dass Moralismus und Erlösungsbewusstsein verbunden waren. Auf Gregor von Nyssa geht die Unterscheidung zwischen Gnade und Natur (griech. physis) zurück, wobei Gottes „Energien“ (energeiai) als die Projektion der göttlichen Natur in die Welt die entscheidende Wirkung auf den menschlichen Willen ausüben.
Die griechische Alte Kirche des Ostens kennt keine Erbsündenlehre, die mit der von Augustinus vergleichbar wäre. Daher kennt sie auch keine Gnadenlehre im engeren Sinn, weil sie nicht explizit zwischen Heilshandeln und Gnade unterscheidet. Denn Gottes ganzes Heilshandeln wird als Gnade angesehen. Sie entfaltet demgemäß die Lehre von der Gnade in Verbindung mit Trinitätslehre und Geistlehre. Weil die Tradition der griechischen Alten Kirche stark pneumatologisch orientiert ist, wird das Wirken des Heiligen Geistes nicht zuletzt auch durch die Liturgie im Sinne der Vergöttlichung des Menschen gesehen.

#### Der Westen
Prägend für den lateinischen Westen wurde die Gnadenlehre von Augustinus von Hippo, der die paulinische Rechtfertigungslehre eng mit der Frage nach der Willensfreiheit und der Erbsünde verband. In Auseinandersetzung mit der auf einem optimistischen Menschenbild basierenden synergistischen Gnadenlehre des Pelagius betonte er, dass der Mensch aufgrund der Erbsünde die Neigung zum Sündigen nicht überwinden könne (eingeschränkte Willensfreiheit) und daher auf die wiederherstellende Gnade angewiesen sei. Erst als Erlöste können Christen in der Nachfolge Jesu den Weg zum Guten einschlagen; Freiheit wird so zu einem Geschenk Gottes. Durch die Verurteilung des Pelagianismus auf der Synode von Karthago (418) und die des Semipelagianismus auf der Synode von Orange (529) wurde diese Sicht für die Westkirche leitend.

### Mittelalter
Die Scholastik knüpfte an Augustinus an und brachte eine weitere begriffliche Ausdifferenzierung der Gnadenlehre. Anselm von Canterbury lehrte in seiner Satisfaktionslehre, dass erst durch Christi freiwilliges Opfer am Kreuz die Voraussetzung geschaffen worden sei, dass Gott dem Menschen Gnade und Erbarmen schenken konnte. Thomas von Aquin thematisierte die Gnade im Zusammenhang mit der Sehnsucht nach Gottes Gemeinschaft und unterschied ungeschaffene Gnade (gratia increata – in Gott selbst bestehend und ohne einen zeitlichen Anfang) und geschaffene Gnade (gratia creata – eine von Gott geschenkte übernatürliche Gabe oder Wirkung Gottes und mit einem zeitlichen Anfang) gegenüber dem Menschen, die vom Heiligen Geist im Menschen gewirkt wird. Die zuvorkommende Gnade (gratia praeveniens), die Gott ohne Anspruch und Verdienst des Menschen schenkt, wird so zur Grundvoraussetzung der Rechtfertigung. Als erste Gnade (gratia prima, gratia gratis data) bewirkt sie den Glauben, der den Menschen das Gute wollen lässt, was durch die nachfolgende Gnade (gratia subsequens, gratia cooperans) wiederum unterstützt wird. So kann der Mensch Verdienste erwerben und gottgefällig werden (gratia gratum faciens).

### Reformation
Martin Luther erneuerte die Gnadenlehre im Zusammenhang seines neuen Verständnisses der Rechtfertigung, die er seit den Vorlesungen über die Psalmen (1513–1515) und den Römerbrief (1515/16) entwickelte. Der Gedanke der Stellvertretung Christi ist ihr systematischer Kern. „Gnade“, verstanden als Gottes Gunst („favor Dei“), wird als relationales Geschehen wiederentdeckt: Durch Barmherzigkeit wird dem an Christus Glaubenden um Christi willen die Sünde nicht zugerechnet, sondern die fremde Gerechtigkeit Christi als eigene angerechnet. Dabei ist die Gnade nicht als im Menschen wirkende göttliche Kraft, sondern als außerhalb seiner bleibende Kraft Gottes verstanden (WA 3,117,6f). Durch die Annahme des Evangeliums von der Heilstat Christi, die allein aus Gnade (sola gratia) geschehen ist, erfolgt die Rechtfertigung allein durch den Glauben (sola fide). Die Idee einer heiligmachenden Gnade (gratia habitualis), die als Gottes Kraft in dem Menschen wirkt, lehnt Luther ab. Anstelle des Begriffs der Gnade werden so der gnädige Gott selbst und die in Christus geschehene Heilstat zum Kern des lutherischen Gnadenverständnisses, das durchgehend christozentrisch (solus christus) geprägt ist.

### Konzil von Trient
Das Konzil von Trient bestätigte im Wesentlichen die von Thomas von Aquin entwickelte Gnadentheologie. In Abgrenzung von den reformatorischen Vorstellungen griff es die Lehre von der habituellen Gnade auf, um die real verändernde Gegenwart der göttlichen Gnade in den Gläubigen zu unterstreichen. So wird die Gnade als Kraft bezeugt, die zugleich Voraussetzung und Folge der guten Werke ist. Verurteilt wird die Lehre, dass der freie Wille durch die Erbsünde ausgelöscht worden sei, jedoch auch die, dass sich der Mensch durch seinen natürlichen freien Willen ohne Gnade das ewige Leben verdienen könne.

### Protestantismus

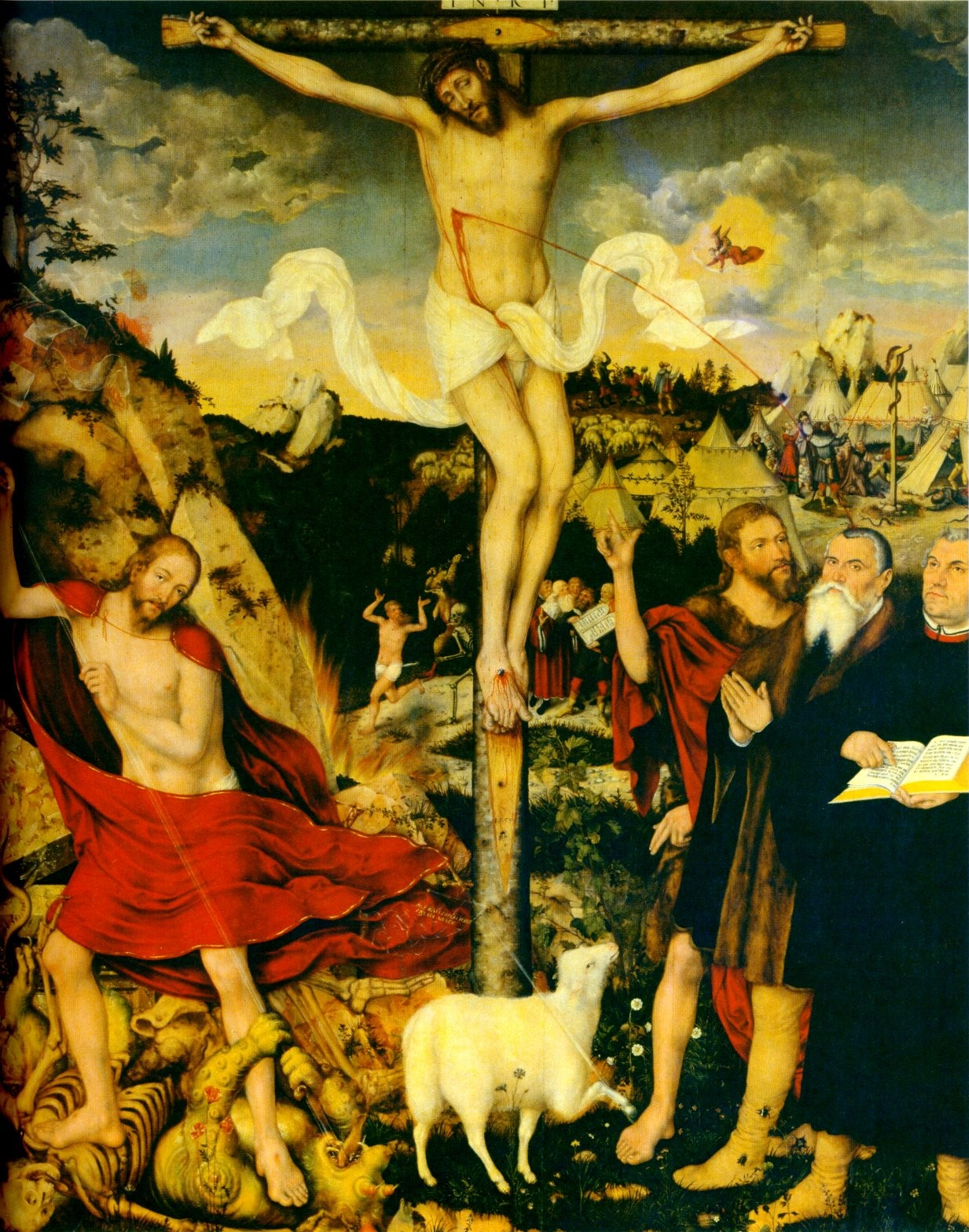
Motiv Gesetz und Gnade auf dem Mittelteil des Cranach-Altars in Weimar

In der Lutherischen Orthodoxie wurde, basierend auf Begrifflichkeiten Philipp Melanchthons, ein Stufenmodell der Rechtfertigung entwickelt, das aus iustificatio (Gerechtsprechung), vocatio (Berufung), illuminatio (Erleuchtung), regeneratio (Wiedergeburt) und sanctificatio (Heiligung) bestand. Damit geriet die von Luther betonte Einheit von Gerechtsprechung und Gerechtmachung in Gefahr. Mit der in der Konkordienformel auftauchenden Unterscheidung zwischen Bekehrung (conversio) und Rechtfertigung (iustificatio) wird die Bekehrung zu dem Ort, in dem der Mensch die Gnade in Christus ergreift, welche rechtfertigt, erneuert, heiligt, die Wiedergeburt schenkt und das neue Leben gibt.
Für die reformierte Tradition wurde Huldrych Zwinglis theozentrischer Ansatz bestimmend. Gnade galt ihm primär als Eigenschaft Gottes, durch die er sich der geschaffenen Natur, speziell dem geschaffenen Menschen zuwendet. Im 17. Jahrhundert entwickelte sich daraus die Föderaltheologie, laut der Gott den erschaffenen Menschen zu seinem Gegenüber erwählt und mit Gottebenbildlichkeit ausgestattet hat. So erst wird die Bundesgemeinschaft mit Gott (als „der innerste Kern und Stern der gesamten Offenbarungswahrheit“) ermöglicht. Im ausgehenden 16. Jahrhundert unterschied die reformierte Orthodoxie zwei Bundesschlüsse: Nach dem Bruch des Werkbundes stiftet Gott durch einen innertrinitarischen Pakt zwischen dem Vater und dem Sohn einen neuen Gnadenbund zur Erlösung der Menschheit.

### Moderne

#### Römisch-katholische Kirche
Die Gnade ist auch im heutigen Glaubens- und Lebensverständnis der römisch-katholischen Kirche ein Schlüsselbegriff für das geglaubte Verhältnis von Gott und Mensch und des göttlichen Heilshandelns zugunsten des Menschen. Die Unterscheidung von ungeschaffener Gnade (Gott selbst in seiner Liebe) und geschaffener Gnade (Mensch in der Weise, wie Gottes Zuwendung an ihm wirksam wird) ist in der katholischen Theologie wichtig. Die Freiheit des Menschen und die mögliche verdienstvolle Mitwirkung des Menschen werden betont. Während sich die Schriften des Trienter Konzils im Wesentlichen auf die Gnadenlehre von Thomas von Aquin stützten, bricht der neuzeitliche Freiheitsbegriff diese theologische Systematik auf und ist Herausforderung für die heutige Glaubensvermittlung. „Insofern Gott allerdings eine dialogische Beziehung mit dem Menschen eingeht, zwingt sich seine Gnade diesem nicht auf, sondern ist Anruf an den für ihn offenen und zur Antwort fähigen Menschen.“ Der Mensch wird also in seiner Natur nicht mehr auf die Teilhabe an Gott bezogen.
Für Henri de Lubac ist die Sehnsucht des Menschen nach Gott der Schlüssel für eine moderne Gnadentheologie. Wenn Gott sich selbst schenkt, sind Gott und der Mensch aufeinander bezogen. Der Relationsbegriff der Gnade tritt so in den Vordergrund und wird zum Maß menschlicher Freiheit, denn diese innere Freiheit eröffnet dem Menschen den Sinn und das Ziel seines Wesen. Gott wirkt schon immer und tritt nicht nachträglich in eine gnadenhafte Beziehung zum Menschen.
Der katholische Theologe Karl Rahner greift zwar das Anliegen Henri de Lubacs auf, dass die Sehnsucht nach Gott ein Naturverlangen des Menschen ist, überwindet aber die Theorie, dass Gnade dem Menschen etwas Äußerliches ist. Gnade erscheint ihm als etwas Subjektives, nämlich die Unmittelbarkeit zu Gott als subjektive Erfahrung des Geistes, während Gott selbst immer noch die Handlungspriorität zukommt. Denn der Mensch will in das Geheimnis Gottes hineinwachsen. Neu ist hierbei die Sichtweise, dass Gott der Horizont der Freiheit ist und nicht mehr der gnadenhafte Geber der Freiheit. Die Gnade Gottes wird so zur Ermächtigung zur rechten Freiheit. Rahners Sichtweise hat Impulse für zahlreiche aktuelle gnadentheologische Fragestellungen gegeben, insbesondere für die lateinamerikanische Befreiungstheologie.
Die Grunddimension der Befreiungstheologie in Lateinamerika ist gnadentheologisch und spirituell. Die Befreiung der Armen ist in Analogie zur Befreiung und dem Heilswirken am Volk Israel zu betrachten. Die Kirche geht zu den Armen und folgt so ihrer ursprünglichen Bestimmung, so dass dem Reich Gottes in der Geschichtlichkeit Sinn verliehen wird. Die feministische Theologie der Theologinnen in Lateinamerika knüpft an die spirituelle und gnadentheologische Ausrichtung der Befreiungstheologie an, interpretiert diese aber als Befreiung im Alltäglichen, von den großen Ereignissen in der Geschichte her zur Befreiung im Alltäglichen. Die feministische Theologie kritisiert hierbei ein Sünden- und Gnadenverständnis, das den Menschen unfrei macht.
Charismen (von griech. χάρις, cháris) sind Gnadengaben Gottes. Bereits Paulus interpretiert sein Apostolat als Gnadengabe, die durch Wirkung des Heiligen Geistes gegeben wird, um den Aufbau der Glaubensgemeinschaften zu ermöglichen. Das Zweite Vatikanische Konzil spricht die Wirkung des Heiligen Geistes allen Gläubigen zu (siehe Lumen Gentium 3 und 12). Die charismatischen Bewegungen (Charismatische Erneuerung) innerhalb der katholischen Kirche beanspruchen die Wirkung der besonderen Gnadengaben (Charismen) und versuchen so Wege zu finden, Glauben in moderner Zeit mit Hilfe spiritueller, mystischer und asketischer Elemente praktisch spürbar und erlebbar machen.
Auf den Begriff der Gnade wird heute (in Predigten) zunehmend verzichtet und dieser durch Begriffe wie „Hand Gottes“, „Liebe Gottes“, „Rettung“ oder auch „Befreiung durch Menschenliebe Gottes“ ersetzt. So kommt in der postmodernen Gesellschaft von heute dem theologischen Diskurs wiederum eine besondere Rolle zu, das Verhältnis von Gnade bzw. Gnadenerfahrungen zur Freiheit, Selbstverwirklichung und Individualismus zu beschreiben.

#### Orthodoxe Kirchen
In der orthodoxen Theologie wird anstelle von Rechtfertigung von „Vergöttlichung“ gesprochen. Auf Grundlage der palamitischen Unterscheidung zwischen Gottes Wesen und Energien wird häufig die Mitwirkung des Menschen im Heilsprozess bejaht. Dies wirkt sich in aktuellen ökumenischen Dialogen als Problem aus.

## Andere Religionen
Einen einheitlichen Begriff von Gnade bezüglich unterschiedlicher Religionen gibt es nicht, da die Begrifflichkeit der Gnade in unterschiedlichen Religionen immer auch in unterschiedlichen Kontexten zu verstehen ist. Auch wenn der Gegensatz von Prädestination und freiem Willen des Menschen in den Religionen oft spannungsreich und implizit angelegt ist, so muss der Begriff von Gnade in den Gnadenreligionen, aber auch in den Selbsterlösungsreligionen, dennoch unterschiedlich gedeutet werden.
In den abrahamitischen Religionen Judentum, Christentum und Islam ist die Gnade eine Grundeigenschaft eines allmächtigen Gottes, die dieser aus eigenem Willen gewährt. Die Rabbinen verstanden Gnade einerseits als gemilut chasadim (Wohltätigkeit, Hilfe ohne Eigennutz), andererseits als eine Tat, die nur um ihrer selbst willen getan wird.
Im Islam sendet Gott in einem Gnadenakt seinen Propheten, der den Koran empfängt. „Der Barmherzige“ (الرحمن al-Raḥmān) ist Teil der Basmala, mit der alle Suren im Koran, mit Ausnahme der 9. Sure, beginnen. Dem Islam wie auch dem Judentum ist das christliche Dogma fremd, dass der durch die Ursünde (Erbsünde) verschuldete Mensch unbedingt der Gnade Gottes bedürftig sei. Vielmehr legt die islamische Theologie den Fokus auf die Fürsorge Gottes gegenüber den irregeleiteten Menschen.
Die unterschiedlichen religiösen Strömungen innerhalb des Hinduismus interpretieren Gnade in unterschiedlicher Weise. Im nichttheistischen Buddhismus hängt die Befreiung (Nirwana) aus dem Kreislauf des Leidens und der Wiedergeburt nicht von überirdischer Gnade ab.